# Bosporusbrug

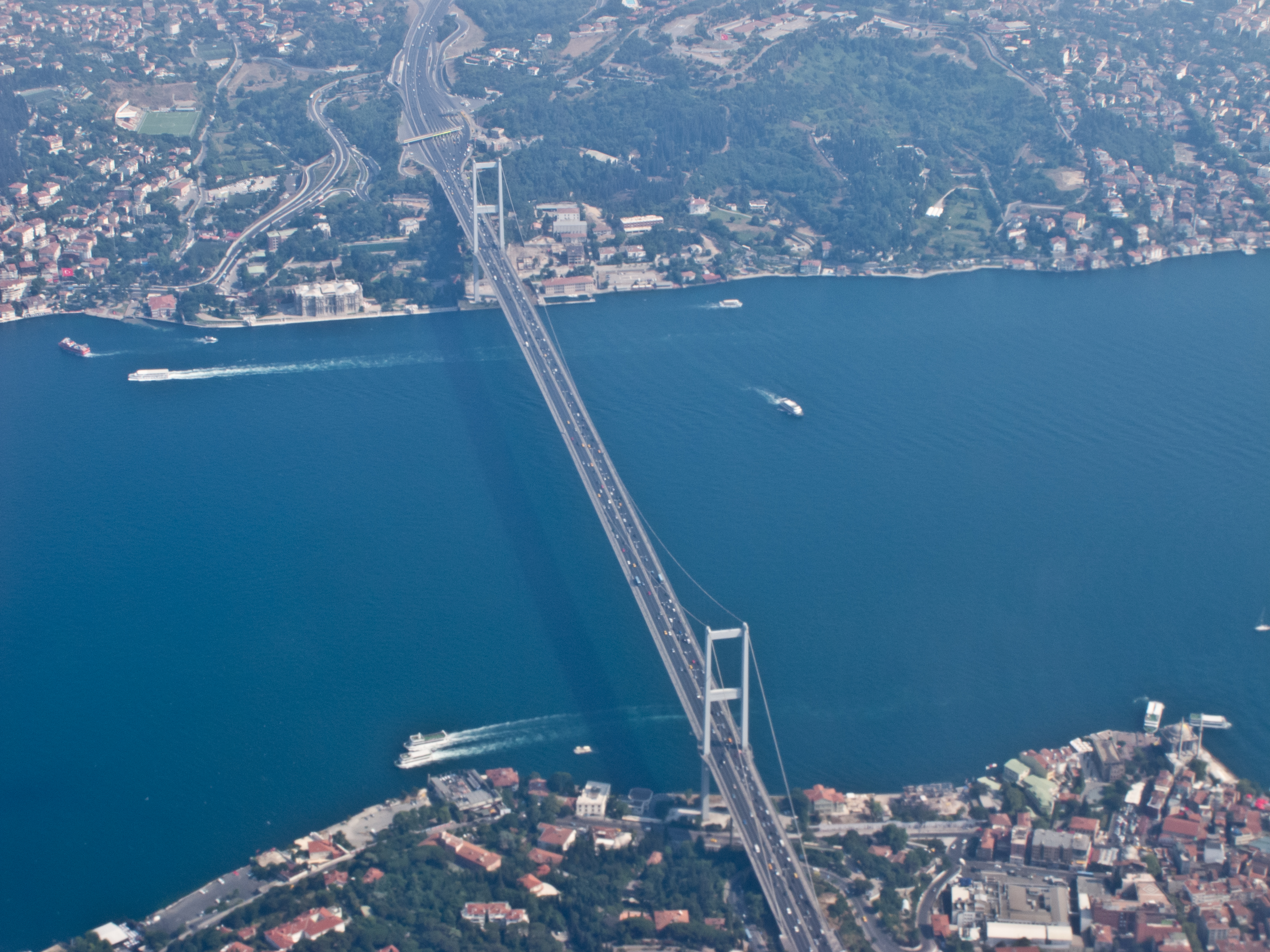
Luchtfoto

De Bosporusbrug (Boğaziçi Köprüsü), sinds 2016 officieel de Brug van de martelaars van 15 juli (15 Temmuz Şehitler Köprüsü) genaamd, is een van de drie bruggen over de Bosporus. De brug verbindt het Europese deel van Istanboel (Ortaköy) met het Aziatische deel (Beylerbeyi), en is 1.590 meter lang en 39 meter breed. Het wegdek hangt circa 65 meter boven het wateroppervlakte en het is de op twaalf na grootste brug ter wereld. Dagelijks gaan er 180.000 voertuigen overheen.

## Geschiedenis
Minister-president Adnan Menderes stelde al in 1957 voor om de Bosporus te overbruggen maar pas in 1968 werd voor het ontwerp een contract gesloten met het Britse firma Freeman Fox & Partners. De constructie werd ontworpen door Sir Gilbert Roberts. In februari 1970 begon de bouw door de Turkse firma Enka Construction & Industry Co. met als onderaannemers het Britse Cleveland Bridge & Engineering Co. Ltd. en het Duitse Hochtief AG. Aan het project hebben 35 ingenieurs en 400 werklui gewerkt. De brug werd een dag na de 50e verjaardag van de Turkse Republiek op 30 oktober 1973 geopend door president Fahri Korutürk en minister-president Naim Talu en de bouwkosten worden geschat op circa $ 200 miljoen. Nadien volgden de Tweede Bosporusbrug, de Fatih Sultan Mehmetbrug en de Derde Bosporusbrug, de Yavuz Sultan Selimbrug.
De brug speelde een strategische rol bij een mislukte staatsgreep in 2016. Het Turkse kabinet besloot kort daarna dat de Bosporusbrug zou worden omgedoopt in Brug van de martelaars van 15 juli.